# Лепо се проведи
Лепо се проведи је тринаести по реду албум у Индириној каријери, и шести издат за Гранд продукцију. Највећи број нумера потписује Горан Ратковић, док је за Индирин стајлинг био задужен Бата Спасојевић.

## ДВД
Истовремено са албумом, изашао је и ДВД са великим Индириним хитовима у периоду од 2003. до 2007, као и видео-снимци са њеног солистичког концерта у Београду, али и са бројних концерата широм Бугарске. На диску су још биле и репортаже са њене аустралијске турнеје, као и видео-записи сарадње бугарске певачице Иване и Радићеве.